# The Cat and the Fiddle
The Cat and the Fiddle (O Gato e o Violino, no Brasil) é um filme estadunidense de 1934 dirigido por William K. Howard, e estrelado por Ramón Novarro e Jeanette MacDonald.

## Sinopse
O enredo diz respeito a dois estudantes de música, em Bruxelas, a americana Shirley Sheridan e o presumivelmente romeno Victor Florescu. Os dois jovens músicos lutam pela sobrevivência morando em pensões em Bruxelas. Segue-se um romance, e eles logo se vêem compartilhando mais do que apenas a vista maravilhosa da cidade. Mas o destino conspirou para afastá-los.

## Elenco
- Ramón Novarro ... Victor Florescu
- Jeanette MacDonald ... Shirley Sheridan
- Frank Morgan ... Jules Daudet
- Charles Butterworth ... Charles
- Jean Hersholt ... Professor Bertier
- Vivienne Segal ... Odette Brieux
- Frank Conroy ... Theatre Owner
- Henry Armetta ... Taxi Driver
- Adrienne D'Ambricourt ... Concierge
- Joseph Cawthorn ... Rodolphe 'Rudy' Brieux
- Frank Adams ... Músico
- Polly Bailey ... Professora Ballet
- Reginald Barlow ... King's Aide in Show
- Herman Bing ... Líder da Banda Fireman
- Eugene Borden ... Bit part